# Luzio Luzi

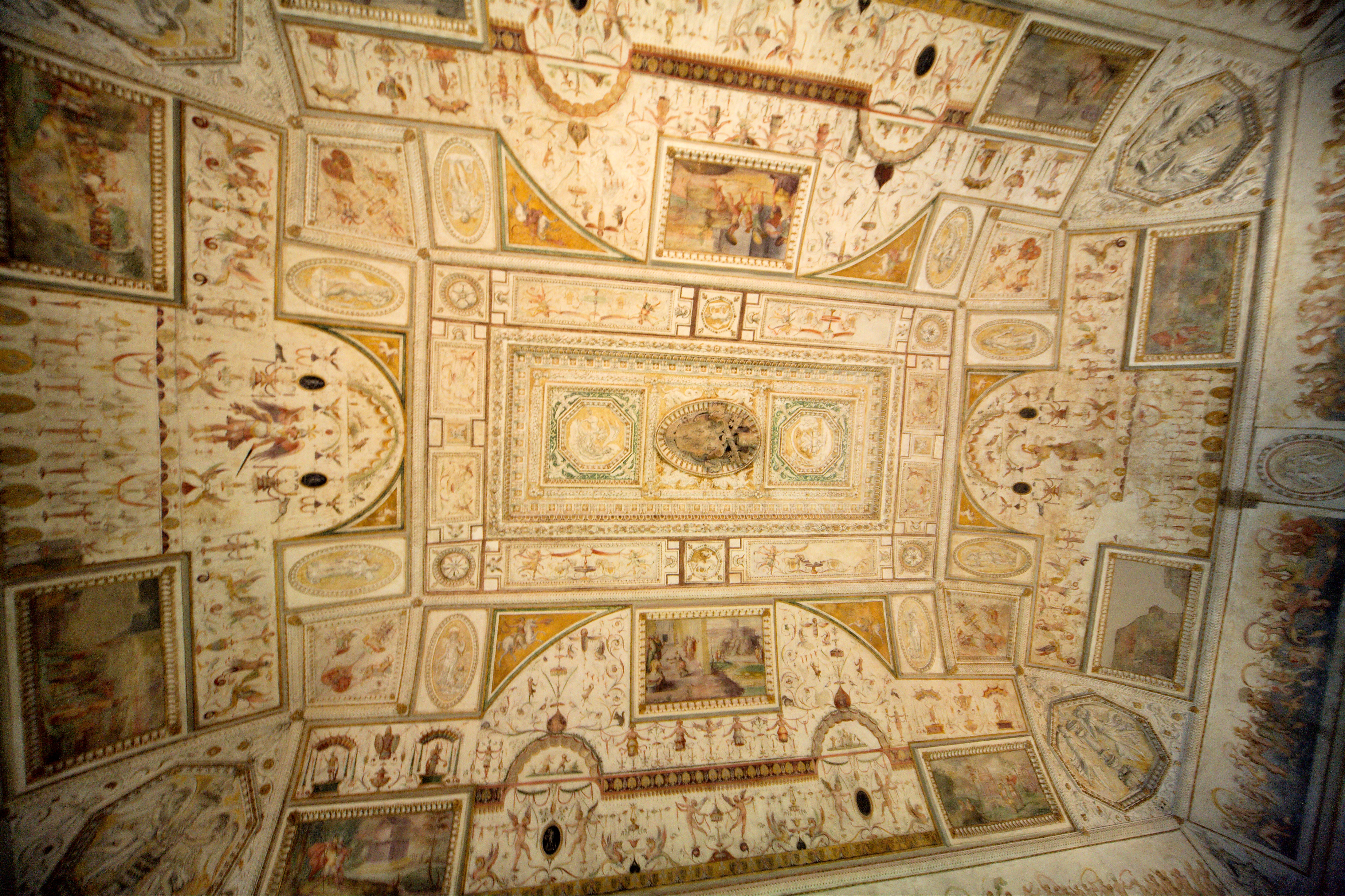
Il soffitto della biblioteca di Castel Sant'Angelo

Luzio Luzi (detto Luzio Luzi da Todi o Luzio Romano; Todi, inizio XVI secolo – fine XVI secolo) è stato un pittore italiano attivo soprattutto a Roma.

## Biografia
Originario di Todi, Luzio Luzi (anche Luzio Luzzi e Luzio Luci) fu pittore e abilissimo stuccatore di decorazione a grottesche su modelli di matrice raffaellesca.
Allievo di Perin del Vaga, lavorò come suo aiuto nei cantieri di Castel Sant'Angelo a Roma affrescando diverse sale, in particolare la Sala dei Festoni affrescata interamente da Luzio. Tra il 1528 e il 1530 sempre come aiuto di Perin del Vaga lavorò nella Villa del Principe a Genova e poi insieme a Daniele da Volterra.
A Roma dipinse nel 1548 la cappella maggiore di Santa Maria in Via, e nel 1573 decorò in stucco le Logge vaticane e successivamente alcune stanze di Palazzo Spada.
È annoverato tra gli artisti (insieme a Domenico Beccafumi, Leonardo da Udine, Perin del Vaga, Antonio da Sangallo il Giovane) che fecero parte della Congregazione dei Virtuosi al Pantheon riconosciuta da papa Paolo III il 15 ottobre del 1542.